# Tōkyō no kōrasu
Tōkyō no kōrasu (東京の合唱, Tōkyō no kōrasu, lit. Coro de Tóquio) (bra: Coral de Tóquio) é um filme mudo japonês de 1931 dirigido por Yasujirō Ozu e estrelado por Tokihiko Okada e Emiko Yagumo. Foi baseado em histórias da série Shoshimin-gai de Komatsu Kitamura. A maior parte do filme se passa durante a depressão econômica no período Shōwa, entre os anos de 1930-32.

## Sinopse
A história começa com um grupo de jovens participando de exercícios físicos sob a supervisão do Sr. Omura (Tatsuo Saitō). Shinji Okajima (Tokihiko Okada) é visto brincando, se comportando mal e incomodando seu professor. Okajima é repreendido e os treinos são feitos novamente. Os meninos eventualmente se formam na escola e vão em busca de emprego no mercado de trabalho. Okajima cresceu, tem família e trabalha como vendedor de seguros. No dia da entrega das comissões a cada empregado, os funcionários ficam todos muito ansiosos. O filho de Okajima (Hideo Sugawara) quer uma bicicleta, nisso, após receber sua comissão, Okajima escreve uma lista de presentes que comprará para sua família. Um colega de trabalho seu chamado Rou-Shain Yamada (Takeshi Sakamoto) é demitido porque seus dois últimos clientes morreram logo depois de assinaram suas apólices. Chateado, Okajima reúne os outros trabalhadores da empresa para "protestar pelo menos uma vez" contra as atitudes do patrão, mas os outros recusam, e um desses trabalhadores (Isamu Yamaguchi) até desafia Okajima a fazer seu protesto sozinho. Okajima aceita o desafio. Ainda no escritório, o patrão fica ofendido com o assunto e os dois iniciam uma briga cômica. Ao final da luta, Okajima é demitido e faz reverência ao sair. Ele volta para casa com um patinete para dar ao filho, Chounan, fica imediatamente desapontado com o presente e faz birra. Sua esposa, Tsuma Sugako (Emiko Yagumo), retorna do mercado e tenta acalmar o menino enquanto Chounan conta o que aconteceu.
Sugako repreende o marido dizendo que ele não deveria dar falsas esperanças ao menino, ao ter prometido uma bicicleta. Ele finalmente mostra a ela seu aviso de demissão e ela tenta fazer com que o filho aceite o patinete. O garoto se recusa, e Okajima diz baixinho que eles deveriam comprar o presente que ele realmente queria, que na cena seguinte, já exibe a família novamente entorno da nova bicicleta. Ainda em busca de emprego, Okajima faz o possível para ser sair bem em entrevistas. Ele vê seu filho brincando com um grupo de meninos em suas bicicletas, apenas para saber que Miyoko, filha mais nova do casal, está com diarreia. Angustiado, ele pega a filha e corre para casa para saber mais sobre a notícia. Sugako informa ao marido que o médico solicitou que Miyoko ficasse no hospital, mas por questões financeiras, ela decidiu esperá-lo para discutirem melhor o assunto. Okajima diz que ganhará dinheiro de alguma forma e manda o filho chamar um riquixá para levar todos ao hospital. No hospital, Miyoko se recupera rapidamente, mas eles são forçadas a vender o quimono de Sugako para pagar às contas do hospital.
Ainda precisando de trabalho, Okajima, bem-apessoado, encontra Sr. Omura, seu antigo professor. Omura parou de lecionar e agora dirige um restaurante que vende arroz com curry, chamado The Calorie Café. Ele oferece a Okajima um emprego temporário para segurar um banner e distribuir panfletos na rua. Okajima fica desapontado pelo estado atual que se encontra; mas fica com o emprego para sustentar sua família. Sugako fica perturbada com a ideia de seu marido ter um trabalho tão degradante, mas busca compreender sua situação.
Um dia, Sugako, Tsuma, o Sr. e a Sra. Omura (Choko Iida) estão cozinhando muitos pratos de arroz com curry, pois Sr. Omura havia convidado seus colegas de escola para uma reunião no restaurante. A turma se senta à mesa e bebe alegremente. Enquanto comem, chega uma carta do Ministério da Educação, é uma notificação de emprego para Okajima, para que ensine inglês em uma pequena escola para meninas numa cidade rural. Depois de discutir o assunto, Okajima e sua esposa voltam para o restaurante, e todos comemoram e começam a cantar.

## Lançamento
A The Criterion Collection lançou três filmes de Ozu, Tōkyō no kōrasu, Umarete wa mita keredo e Dekigokoro, em um conjunto intitulado Silent Ozu - Three Families Comedies, com a adição de novas trilhas sonoras, em todos esses filmes, criadas pelo compositor americano Donald Sosin.

## Elenco
| Ator              | Papel                                      |
| ----------------- | ------------------------------------------ |
| Tokihiko Okada    | Shinji Okajima                             |
| Emiko Yagumo      | Sugako, esposa de Shinji                   |
| Hideo Sugawara    | Chounan, filho de Shinji e Sugako          |
| Hideko Takamine   | Miyoko, filha mais nova de Shinji e Sugako |
| Tatsuo Saito      | Sr. Ōmura, professor de Shinji             |
| Choko Iida        | Sra. Ōmura                                 |
| Takeshi Sakamoto  | Yamada, funcionário idoso                  |
| Reiko Tani        | Presidente da empresa, ex-patrão de Shinji |
| Ken'ichi Miyajima | Secretário do presidente                   |
| Kanji Kawara      | Médico da família                          |
| Isamu Yamaguchi   | Colega de Shinji                           |